# هری ویدینگ
هری ویدینگ (انگلیسی: Harry Wilding؛ ۲۷ ژوئن ۱۸۹۴ – ۱۹۵۸ (۶۳−۶۴ سال)) یک بازیکن فوتبال بود. 
وی سابقه عضویت در تیم‌های چلسی، تاتنهام و بریستول سیتی را دارد.